# Mise en réserve
 (janvier 2025).
Si vous disposez d'ouvrages ou d'articles de référence ou si vous connaissez des sites web de qualité traitant du thème abordé ici, merci de compléter l'article en donnant les références utiles à sa vérifiabilité et en les liant à la section « Notes et références ».
La mise en réserve d'une partie du bénéfice net d'une entreprise, plutôt que la distribution sous forme de dividende aux actionnaires, permet à ceux-ci de se projeter dans l'avenir. La mise en réserve est votée lors de l'assemblée générale des actionnaires, qui acceptent de repousser à plus tard la perception d'une partie des dividendes.

## Enjeux de la mise en réserve
La mise en réserve permet par la même occasion d'augmenter les capitaux propres de l'entreprise, appelés aussi fonds propres, qui peuvent être assimilés à l'ensemble des réserves financières d'une entreprise : celles apportées par les actionnaires, puis celles accumulés au fil des ans par des mises en réserve ou même par des augmentations de capital.

## Démarche de mise en réserve
Dans le cas d'une mise en réserve, l'argent gagné au cours d'une année reste dans l'entreprise, soit sous forme de trésorerie, soit sous forme d'investissement, ou parfois par un rachat d'une autre société.
La mise en réserve est un terme comptable, qui décrit une réalité économique : l'enrichissement des actionnaires de l'entreprise au terme d'une année de bénéfices. Si l'argent mis en réserve est ensuite investi, c'est l'entreprise tout entière qui s’agrandit.
Mais dans le cas où les bénéfices sont mis en réserve, et ne sont pas distribués aux actionnaires sous forme de dividende, mais simplement utilisés par l'entreprise pour racheter ses propres actions, la mise en réserve ne se traduit plus par une augmentation des capitaux propres.